# TeamViewer Remote
TeamViewer Remote est un logiciel pour la télé-assistance, le contrôle et l’accès à distance d’ordinateurs et autres terminaux,, lancé en 2005. Ses fonctionnalités ont été étendues progressivement, en dernier lieu avec l’intégration de TeamViewer Meeting. TeamViewer ne requiert aucune inscription et son usage dans un cadre non commercial est gratuit, ce qui a participé à la grande diffusion du logiciel. TeamViewer est le produit phare de l’entreprise du même nom basée à Göppingen en Allemagne,.

## Développement
La première version du logiciel TeamViewer a été publiée en 2005 par l’entreprise Rossmanith, à l’époque sur la base du projet VNC. Le prestataire de services informatiques souhaitait éviter les déplacements inutiles chez les clients et effectuer des tâches telles que l’installation de logiciels à distance.
Le développement a connu un tel succès qu’une entreprise est née qui porte aujourd’hui le nom de TeamViewer Germany et appartient au Groupe TeamViewer. Ce groupe est coté en bourse et a son siège à Göppingen. Aujourd’hui, TeamViewer exploite une plateforme globale pour la connexion, la surveillance et le contrôle d’ordinateurs, de machines et d’installations ainsi que d’autres appareils. L’entreprise est leader sur le marché dans ce domaine.

## Systèmes d’exploitation
TeamViewer est disponible pour tous les ordinateurs de bureau fonctionnant avec des systèmes d’exploitation courants, parmi lesquels Microsoft Windows et Windows Server ainsi que macOS d’Apple. Il existe également des packages pour plusieurs distributions et dérivés de Linux, par exemple Debian, Ubuntu, Red Hat et Fedora Linux, ainsi que Raspberry Pi OS, une variante de Debian pour le Raspberry Pi.
TeamViewer est également disponible pour les smartphones et les tablettes avec le système d'exploitation Android ou iOS/iPadOS d’Apple. La prise en charge de Windows Phone et de Windows Mobile a expiré après que Microsoft a mis fin au support pour ces deux systèmes d’exploitation.

## Fonctionnalité
La fonctionnalité de TeamViewer dépend de l’appareil et de la variante ou de la version du logiciel. L’élément clé de TeamViewer est l’accès à distance à des ordinateurs et d’autres terminaux, ainsi que le contrôle de ceux-ci et la télé-assistance.
Une fois la connexion établie, l’écran à distance devient visible pour l’utilisateur sur l’autre terminal. Les deux terminaux peuvent envoyer et recevoir des fichiers et accéder par exemple à un presse-papier partagé. Viennent s’ajouter des fonctions qui facilitent la coopération en équipe, par exemple par transmission audio et vidéo via la téléphonie IP.
Ces dernières années, les fonctionnalités du logiciel ont été optimisées pour son utilisation dans de grandes entreprises. Pour cela, la version entreprise TeamViewer Tensor a été développée. Avec TeamViewer Pilot, TeamViewer fournit un logiciel pour la télé-assistance avec des éléments de réalité augmentée. TeamViewer propose des interfaces avec d’autres applications et services de Microsoft (Teams), Salesforce et ServiceNow par exemple,.

## Options de licence
Les particuliers qui utilisent TeamViewer dans un cadre privé peuvent le faire gratuitement.
L’utilisation commerciale du logiciel est soumise au paiement de frais. Les entreprises et les autres clients commerciaux doivent souscrire un abonnement, car depuis le passage d’un modèle de licence à un modèle d’abonnement, il n’est plus possible d’acquérir l’application. Les prix pour l’utilisation du logiciel varient en fonction du nombre d’utilisateurs ainsi que du nombre de réunions ayant lieu simultanément. Des mises à jour sont publiées chaque mois et sont incluses pour tous les utilisateurs.

## Sécurité
Les connexions entrantes et sortantes sont possibles, aussi bien via Internet que via des réseaux locaux. Sur demande, TeamViewer peut aussi fonctionner comme service système Windows, ce qui permet un accès sans surveillance via TeamViewer. Il existe également une version portable du logiciel qui peut fonctionner sur un support de données USB par exemple et ne requiert aucune installation.
La connexion s’établit à l’aide d’identifiants et de mots de passe uniques générés automatiquement. Avant chaque connexion, les serveurs du réseau TeamViewer contrôlent la validité des identifiants des deux terminaux. L’empreinte digitale, qui permet aux utilisateurs de fournir une preuve supplémentaire de l’identité de l’appareil distant, renforce la sécurité. Les mots de passe sont protégés contre les attaques par force brute, notamment par un allongement exponentiel du temps d’attente entre les tentatives de connexion. TeamViewer offre des fonctions de sécurité supplémentaires, telles que l’authentification à deux facteurs et des listes d’autorisation (liste de blocage et liste d’autorisation).
Avant d’établir une connexion, TeamViewer vérifie tout d’abord la configuration du terminal et du réseau afin de détecter les restrictions imposées par les pare-feux et autres systèmes de sécurité. En général, une connexion directe TCP/UDP peut être établie, de sorte qu’il n'est pas nécessaire d’ouvrir des ports supplémentaires. Si ce n'est pas le cas, TeamViewer a recours à d’autres moyens, par exemple un tunnel HTTP.
Indépendamment du type de connexion choisi, le transfert de données s’effectue exclusivement via des canaux de données sécurisés. TeamViewer contient un chiffrement de bout en bout basé sur RSA (4096 bits) et AES (256 bits). Selon le fabricant, les attaques telles que l’homme du milieu (Man-in-the-Middle) sont en principe exclues, grâce à l’échange signé de deux paires de clés.